# Kanton Ay
Kanton Ay (fr. Canton d'Ay) byl francouzský kanton v departementu Marne v regionu Champagne-Ardenne. Tvořilo ho 20 obcí. Zrušen byl po reformě kantonů 2014.

## Obce kantonu
- Ambonnay
- Avenay-Val-d'Or
- Ay
- Bisseuil
- Bouzy
- Champillon
- Cormoyeux
- Cumières
- Dizy
- Fontaine-sur-Ay
- Germaine
- Hautvillers
- Louvois
- Magenta
- Mareuil-sur-Ay
- Mutigny
- Romery
- Saint-Imoges
- Tauxières-Mutry
- Tours-sur-Marne